# Waller (Familienname)
Waller  ist ein deutscher und englischer Familienname.

## Namensträger
- Adrian Waller (* 1989), englischer Squashspieler
- Angelika Waller (* 1944), deutsche Schauspielerin
- Angie Waller, Medien-Künstlerin
- Anton Waller (1861–1934), deutscher Maler
- Ariel Waller (* 1998), kanadische Schauspielerin
- Augustus Desiré Waller (1856–1922), britischer Physiologe
- Augustus Volney Waller (1816–1870), britischer Neurophysiologe
- Bengt Waller (1935–2021), schwedischer Segler
- Bill Waller (1926–2011), US-amerikanischer Politiker
- Calvin Waller (1937–1996), US-amerikanischer Generalleutnant
- Charlie Waller (1935–2004), US-amerikanischer Musiker und Songwriter
- Damián Waller (* 1997), uruguayischer Fußballspieler
- Darren Waller (* 1992), US-amerikanischer American-Football-Spieler
- David Arthur Waller (* 1961), britischer römisch-katholischer Bischof, Ordinarius des Personalordinariats Unserer Lieben Frau von Walsingham
- Derek Waller (1941–1978), britischer Mathematiker
- Eddy C. Waller (1889–1977), US-amerikanischer Schauspieler
- Edmund Waller (1606–1687), englischer Dichter und Politiker
- Edward C. Waller III (1926–2021), Vizeadmiral der US-Navy
- Egbertus Waller (1901–1982), niederländischer Ruderer
- Erik Waller (Mediziner) (1875–1955), schwedischer Chirurg und Medizinhistoriker
- Erik Waller (Segler) (1887–1958), schwedischer Segler
- Eva Waller (* 1964), deutsche Wirtschaftsrechtlerin
- Facundo Waller (* 1997), uruguayischer Fußballspieler
- Fats Waller (Thomas Wright Waller, 1904–1943), US-amerikanischer Jazzmusiker
- Ferdinand Waller (1879–1949), deutscher Landrat
- Frank Waller (1884–1941), US-amerikanischer Leichtathlet
- Franz Waller (1803–1879), Schweizer Politiker
- Fred Waller (1886–1954), US-amerikanischer Filmemacher und Erfinder
- Fritz Waller (1920–2004), Schweizer Bobfahrer
- Gary Waller (Politiker) (Gary Peter Anthony Waller; 1945–2017), britischer Politiker (Conservative Party)
- Gary Waller (Literaturwissenschaftler) (Gary Fredric Waller; * 1945), neuseeländischer Literaturwissenschaftler und Hochschullehrer
- Garry Waller, US-amerikanischer Kameramann und Spezialeffektkünstler
- Gordon Waller (1945–2009), britischer Musiker
- Hans Dierck Waller (1926–2013), deutscher Internist und Hochschullehrer
- Hector Waller (1900–1942), australischer Marineoffizier
- Heiko Waller (1943–2023), deutscher Sozialmediziner und Gesundheitswissenschaftler
- Helena Waller (* 1966), schwedische Freestyle-Skierin
- Isobel Waller-Bridge (* 1984), englische Komponistin
- Ivar Waller (1898–1991), schwedischer Physiker und Kristallograph
- Jane Waller (* 1990), australische Bogenschützin
- Johann von Waller (1811–1880), österreichischer Arzt und Professor für Pathologie
- John Waller (Bischof) (1924–2015), britischer Geistlicher, Bischof von Stafford
- John Waller (Musiker) (* 1970), US-amerikanischer Singer-Songwriter und Musiker
- John Francis Waller (1810–1894), irischer Dichter
- Joke Waller-Hunter (1946–2005), niederländische Politikerin
- Joshua Waller (* 1999), britischer Eishockeyspieler
- Jürgen Waller (1939–2022), deutscher Maler
- Karl Waller (1892–1963), deutscher Heimatforscher
- Ken Waller (* 1942), US-amerikanischer Bodybuilder
- Kerim Waller (* 1994), österreichischer Schauspieler
- Klaus Waller (* 1946), deutscher Journalist und Autor
- Laura Waller (* 1979), kanadische Computerwissenschaftlerin und Hochschullehrerin
- Max Waller (1860–1889), belgischer Dichter
- Micky Waller (1941–2008), britischer Schlagzeuger
- Nicole Waller (* 1970), deutsche Philologin, Amerikanistin und Hochschullehrerin
- Peter Waller (Abenteurer) (1891–1971), österreichischer Abenteurer
- Peter Waller (Politikwissenschaftler) (* 1935), deutscher Politikwissenschaftler und Hochschullehrer
- Peter Waller (Politiker) (* 1935), deutscher Politiker (SPD), MdA Berlin
- Philipp Waller (* 1995), österreichischer Volleyball- und Beachvolleyballspieler
- Phoebe Waller-Bridge (* 1985), britische Schauspielerin, Dramatikerin und Drehbuchautorin
- Renz Waller (1895–1979), deutscher Maler und Falkner
- Richard Waller († 1715), englischer Naturforscher, Übersetzer und Illustrator
- Robert James Waller (1939–2017), US-amerikanischer Schriftsteller
- Sepp Waller (1921–1997), deutscher Politiker (GB/BHE, GDP)
- Siegfried Waller (* 1925), deutscher Ingenieur, Direktor bei Siemens und Vorstand des EXAPT-Vereins
- Sieghard Waller, Stiftspropst von Berchtesgaden
- Thomas M. Waller (1840–1924), US-amerikanischer Politiker
- Thomas R. Waller (* 1937), US-amerikanischer Malakologe und Paläontologe
- Tisha Waller (* 1970), US-amerikanische Leichtathletin
- Ulrich Waller (* 1956), deutscher Regisseur, Theaterleiter und Autor
- Wendy Waller, US-amerikanische Sängerin
- William Waller (um 1597–1668), englischer Offizier